# La Nouvelle Gazette

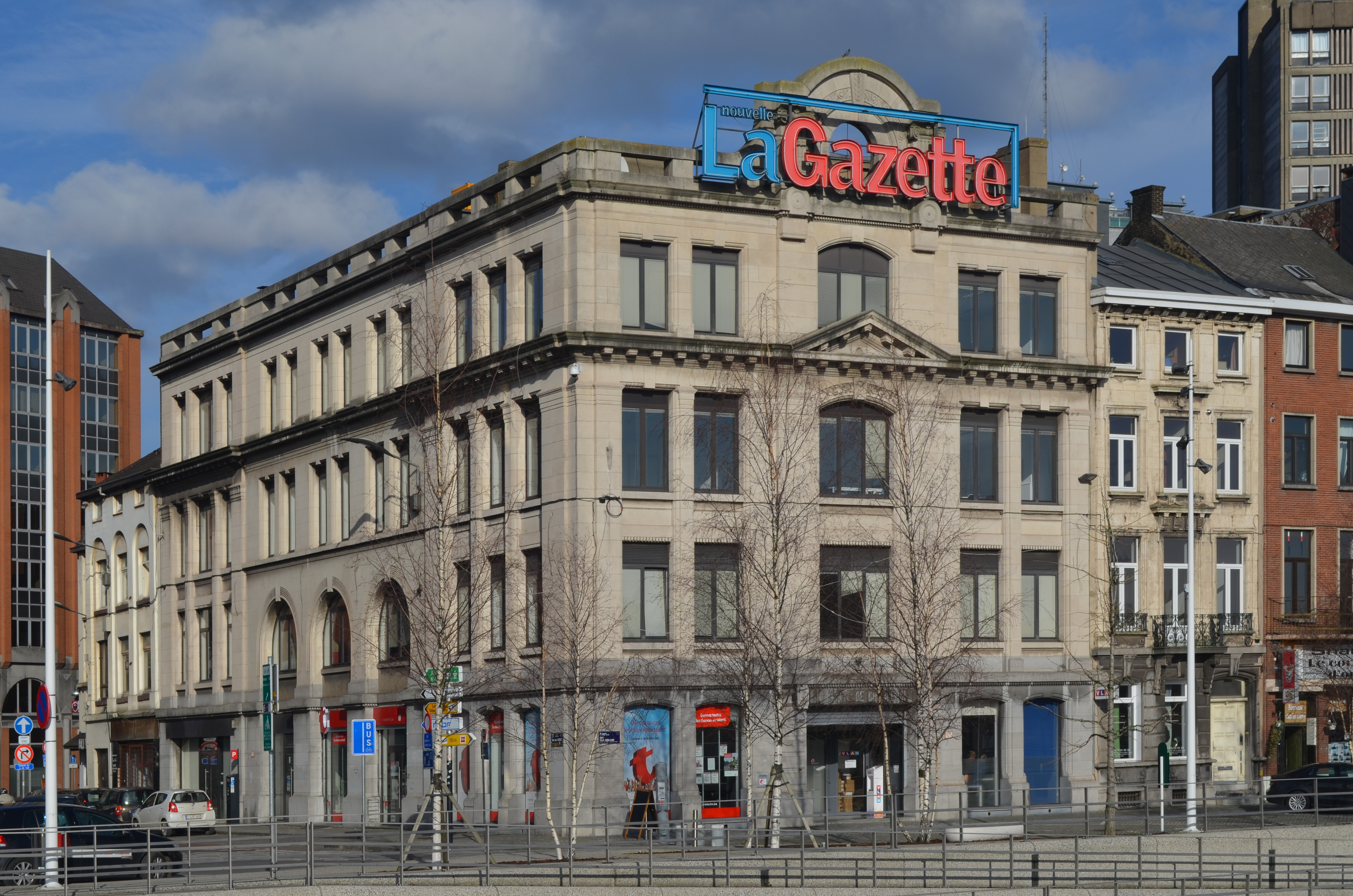
Gebouw van La Nouvelle Gazette in Charleroi.

La Nouvelle Gazette is een Belgisch Franstalig regionaal dagblad dat sinds 1998 deel uitmaakt van de krantengroep Sud Presse.

## Geschiedenis

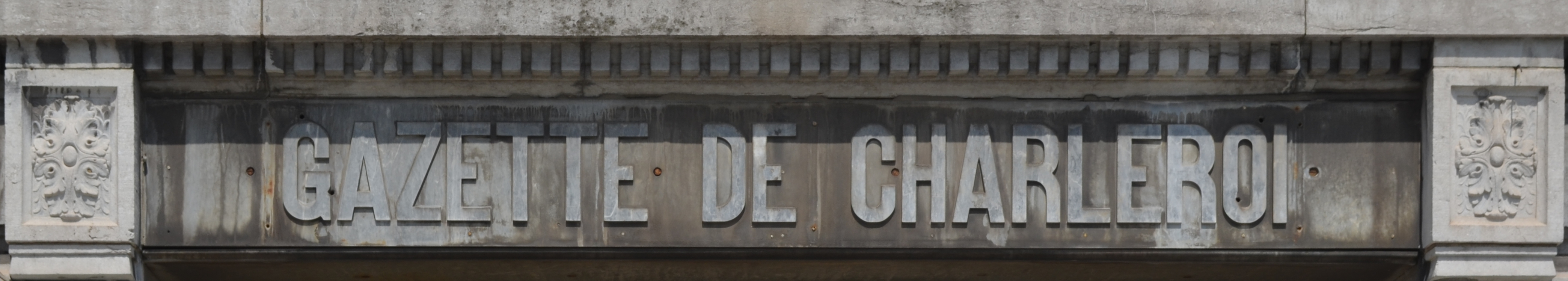
Voormalige naam boven de ingang van het gebouw in Charleroi.

Oorspronkelijk voor het eerst verschenen op 22 april 1878 als La Gazette de Charleroi op initiatief van een aantal liberale politici uit Charleroi die een jaar eerder de rechten op "Le Progrès de Charleroi", een krant opgericht in 1869, hadden verworven. In het interbellum verruimt de krant zijn horizon door de overnames van "La Province de Namur" en de nog jonge Brusselse krant "Sambre et Meuse".
Tijdens de Tweede Wereldoorlog valt de krant in handen van de bezetter. Op 1 maart 1945 kent de krant een herstart onder de nieuwe naam "La Nouvelle Gazette" om duidelijk afstand te nemen van de oorlogseditie van de Gazette de Charleroi. Tegelijkertijd neemt ze ook "La Province" over, een krant opgericht in 1907 te Bergen.
In de jaren zestig neemt La Nouvelle Gazette afstand van zijn liberaal profiel en wordt ideologisch onafhankelijk. Tijdens deze periode neemt de krantengroep Rossel een meerderheidsbelang in de krant en brengt haar activiteiten onder in de SA de Presse et d'Editions. Vanaf de jaren negentig begint een samenwerking met andere regionale titels van de groep Groupe Rossel die in 1998 leidt tot de integratie van deze kranten in de nieuwe groep Sud Presse, eigendom van Groupe Rossel.

## Edities
De krant kent drie edities: 
- Charleroi
- Sambre-et-Meuse
- Centre